# Lupia nitida
Lupia nitida là một loài ruồi trong họ Tachinidae.